# Liste der Baudenkmale in Heinsen
In der Liste der Baudenkmale in Heinsen sind die Baudenkmale der niedersächsischen Gemeinde Heinsen im Landkreis Holzminden aufgelistet.

## Allgemein
In den Spalten befinden sich folgende Informationen:
- Lage: die Adresse des Baudenkmales und die geographischen Koordinaten. Kartenansicht, um Koordinaten zu setzen. In der Kartenansicht sind Baudenkmale ohne Koordinaten mit einem roten Marker dargestellt und können in der Karte gesetzt werden. Baudenkmale ohne Bild sind mit einem blauen Marker gekennzeichnet, Baudenkmale mit Bild mit einem grünen Marker.
- Bezeichnung: Bezeichnung des Baudenkmales
- Beschreibung: die Beschreibung des Baudenkmales. Unter § 3 Abs. 2 NDSchG werden Einzeldenkmale und unter § 3 Abs. 3 NDSchG Gruppen baulicher Anlagen und deren Bestandteile ausgewiesen.
- ID: die Objekt-ID des Baudenkmales
- Bild: ein Bild des Baudenkmales, ggf. zusätzlich mit einem Link zu weiteren Fotos des Baudenkmals im Medienarchiv Wikimedia Commons. Wenn man auf das Kamerasymbol klickt, können Fotos zu Baudenkmalen aus dieser Liste hochgeladen werden:

## Heinsen

### Gruppe: Mittelstraße 12 u. 13
Die Gruppe „Mittelstraße 12 u. 13“ hat die ID 26973499.

| Lage                                       | Bezeichnung              | Beschreibung | ID       | Bild |
| ------------------------------------------ | ------------------------ | ------------ | -------- | ---- |
| Mittelstraße 12 51° 53′ 4″ N, 9° 26′ 10″ O | Wohn-/Wirtschaftsgebäude |              | 26798218 | BW   |
| Mittelstraße 13 51° 53′ 4″ N, 9° 26′ 10″ O | Wohn-/Wirtschaftsgebäude |              | 26798233 | BW   |
| Mittelstraße 13 51° 53′ 4″ N, 9° 26′ 9″ O  | Wirtschaftsgebäude       |              | 26798248 | BW   |

### Einzeldenkmale
| Lage                                                | Bezeichnung              | Beschreibung     | ID       | Bild           |
| --------------------------------------------------- | ------------------------ | ---------------- | -------- | -------------- |
| Im Hagen (Außenbereich) 51° 52′ 39″ N, 9° 25′ 13″ O | Kalkofen Heinsen         | Kalkofen Heinsen | 26806435 |                |
| Hauptstraße (Friedhof) 51° 52′ 55″ N, 9° 26′ 30″ O  | Leichenwagenhalle        | Friedhof         | 26798184 | BW             |
| Hauptstraße (Teich) 51° 53′ 1″ N, 9° 26′ 8″ O       | Kriegsmahnmal            |                  | 26798203 | BW             |
| Hauptstraße 10 51° 53′ 7″ N, 9° 25′ 56″ O           | Wohnhaus                 |                  | 26798116 | BW             |
| Hauptstraße 23 51° 53′ 4″ N, 9° 25′ 58″ O           | Wohnhaus                 |                  | 26798133 | BW             |
| Hauptstraße 29 51° 53′ 5″ N, 9° 25′ 59″ O           | Scheune                  |                  | 26808234 | BW             |
| Hauptstraße 36 51° 53′ 2″ N, 9° 26′ 2″ O            | Wohn-/Wirtschaftsgebäude |                  | 26798150 | BW             |
| Hauptstraße 45 51° 53′ 1″ N, 9° 26′ 6″ O            | Wohn-/Wirtschaftsgebäude |                  | 26798167 | BW             |
| Weserstraße 51° 53′ 6″ N, 9° 26′ 14″ O              | Kirche (Bauwerk)         | St. Liborius     | 26798262 | Weitere Bilder |
| Weserstraße 12 51° 53′ 5″ N, 9° 26′ 5″ O            | Wohn-/Wirtschaftsgebäude |                  | 26798279 | BW             |
| Weserstraße 13 51° 53′ 5″ N, 9° 26′ 6″ O            | Wohn-/Wirtschaftsgebäude |                  | 26798296 | BW             |